# Свети Димитър (Нигослав)
Вижте пояснителната страница за други значения на Свети Димитър.
„Свети Димитър“ (на гръцки: Αγίου Δημητρίου) е православна църква в нигритското село Нигослав (Никоклия), Гърция, част от Сярската и Нигритска епархия. Църквата е енорийски храм на селото.
Църквата е забележителен пример за храмова архитектура от края на XIX – началото на XX век. Построена е в 1835 година в центъра на селото. В 1904 година е силно повредена от пожар. Църквата е трикорабна базилика с женска църква в западната част и скатен покрив с дървен таван. Има дървен иконостас, дело на местни майстори, с интересни икони. Изписан е в края на XX век.
В 1987 година храмът е обявен за защитен паметник на културата.
Към енорията принадлежат и параклисите „Св. св. Четиридесет мъченици“ и „Успение Богородично“.